# Deutsche Poolbillard-Meisterschaft 2003 (Damen)
Die Deutsche Poolbillard-Meisterschaft 2003 war die 23. Austragung zur Ermittlung der nationalen Meistertitel der Damen in der Billardvariante Poolbillard. Sie wurde im Stahlpalast in Brandenburg an der Havel ausgetragen.
Es wurden die Deutschen Meisterinnen in den Disziplinen 14/1 endlos, 8-Ball, 9-Ball und 8-Ball-Pokal ermittelt.

## Medaillengewinnerinnen
| Disziplin    | Gold                                   | Silber                           | Bronze                                    | Bronze                                        |
| ------------ | -------------------------------------- | -------------------------------- | ----------------------------------------- | --------------------------------------------- |
| 14/1 endlos  | Daniela Benz (BSV Weinheim)            | Katja Culbertson (1. PBC Gera)   | Franziska Stark (PBV Schwetzingen)        | Janine Drescher (PBC Ballhunters Troisdorf)   |
| 8-Ball       | Franziska Stark (PBV Schwetzingen)     | Wienke Thamsen (1. BU Flensburg) | Silke Falkus (SG Herne-Stamm/Sodingen)    | Susanne Wessel (PBC Castrop)                  |
| 9-Ball       | Franziska Stark (PBV Schwetzingen)     | Sandra Ortner (BC Sindelfingen)  | Christine Frieß (BIG Kiss Shot Lambrecht) | Silke Falkus (SG Herne-Stamm/Sodingen)        |
| 8-Ball-Pokal | Karin Mayet (Pool Wizards Holzkirchen) | Daniela Benz (BSV Weinheim)      | Wienke Thamsen (1. BU Flensburg)          | Molrudee Kasemchaiyanan (PV Astoria Walldorf) |

## Modus
Die 32 Spielerinnen, die sich über die Landesmeisterschaften der Billard-Landesverbände qualifiziert hatten, spielten zunächst im Doppel-KO-System. Ab dem Viertelfinale wurde im KO-System gespielt.

## Wettbewerbe
Aus Gründen der Übersichtlichkeit werden im Folgenden jeweils nur die 16 bestplatzierten Spielerinnen notiert.

### 14/1 endlos
| Platz | Spieler            | Verein                    |
| ----- | ------------------ | ------------------------- |
| 1     | Daniela Benz       | BSV Weinheim              |
| 2     | Katja Culbertson   | 1. PBC Gera               |
| 3     | Franziska Stark    | PBV Schwetzingen          |
| 3     | Janine Drescher    | PBC Ballhunters Troisdorf |
| 5     | Alexandra Orak     | 1. BSV Weiden             |
| 5     | Karin Mayet        | Pool Wizards Holzkirchen  |
| 5     | Christine Wiechert | BC Oberhausen             |
| 5     | Susanne Wolf       | PBC Dillingen             |
| 9     | Nicole Kaldeway    | BPG Linde Mariendorf      |
| 9     | Christine Frieß    | BIG Kiss Shot Lambrecht   |
| 9     | Wienke Thamsen     | 1. BU Flensburg           |
| 9     | Martina Bund       | PBC Ballhunters Troisdorf |
| 13    | Melanie Süßenguth  | PBC RS Halberstadt        |
| 13    | Alexandra Stülpner | BC Miesbach               |
| 13    | Anette Heck        | 1. PBC Gießen             |
| 13    | Sandra Ortner      | BC Sindelfingen           |

### 8-Ball
| Platz | Spieler                 | Verein                   |
| ----- | ----------------------- | ------------------------ |
| 1     | Franziska Stark         | PBV Schwetzingen         |
| 2     | Wienke Thamsen          | 1. BU Flensburg          |
| 3     | Silke Falkus            | SG Herne-Stamm/Sodingen  |
| 3     | Susanne Wessel          | PBC Castrop              |
| 5     | Sandra Ortner           | BC Sindelfingen          |
| 5     | Christine Frieß         | BIG Kiss Shot Lambrecht  |
| 5     | Natali Stürtzer         | 1. PBC Kempen            |
| 5     | Karin Mayet             | Pool Wizards Holzkirchen |
| 9     | Daniela Benz            | BSV Weinheim             |
| 9     | Katja Culbertson        | 1. PBC Gera              |
| 9     | Molrudee Kasemchaiyanan | PV Astoria Walldorf      |
| 9     | Kerstin Krangemann      | PBC Rote Löwen Reimsbach |
| 13    | Christine Wiechert      | BC Oberhausen            |
| 13    | Sabine Kamplade         | BSG Hannover             |
| 13    | Simone Meinhold         | BC Solaris Chemnitz      |
| 13    | Irene Ernst             | PBC Augsburg             |

### 9-Ball
| Platz | Spieler                 | Verein                    |
| ----- | ----------------------- | ------------------------- |
| 1     | Franziska Stark         | PBV Schwetzingen          |
| 2     | Sandra Ortner           | BC Sindelfingen           |
| 3     | Christine Frieß         | BIG Kiss Shot Lambrecht   |
| 3     | Silke Falkus            | SG Herne-Stamm/Sodingen   |
| 5     | Melanie Süßenguth       | PBC RS Halberstadt        |
| 5     | Karin Mayet             | Pool Wizards Holzkirchen  |
| 5     | Alexandra Stülpner      | BC Miesbach               |
| 5     | Simone Meinhold         | BC Solaris Chemnitz       |
| 9     | Molrudee Kasemchaiyanan | PV Astoria Walldorf       |
| 9     | Christine Wiechert      | BC Oberhausen             |
| 9     | Martina Bund            | PBC Ballhunters Troisdorf |
| 9     | Wanchai Ruangrit        | PBC Bruchsal              |
| 13    | Alexandra Schwerin      | 1. BSV Weiden             |
| 13    | Susanne Wessel          | PBC Castrop               |
| 13    | Sabine Kamplade         | BSG Hannover              |
| 13    | Natali Stürtzer         | 1. PBC Kempen             |